# Know Your Men
Know Your Men er en amerikansk stumfilm fra 1921 af Charles Giblyn.

## Medvirkende
- Pearl White som Ellen Schuyler
- Wilfred Lytell som Roy Phelps
- Downing Clarke som Warren Schuyler
- Harry C. Browne som John Barrett
- Estar Banks som Mrs. Barrett
- Byron Douglas som Van Horn
- William Eville som Watson